# General der Pioniere und Festungen
De functie van General der Pioniere und Festungen, later General der Pioniere und technische Truppen  afgekort bestond van vanaf 27 september 1939, niet lang na het begin van de Tweede Wereldoorlog, en verdween na afloop van de oorlog, in 1945. De houder van de functie was namens het Oberkommando des Heeres belast met het organiseren en opleiden van de genie, technische en vestingtroepen. De eerste leider was Alfred Jacob.

## Organisatie van het bureau

### Organisatie in 1942
- General der Pioniere und Festungen
- 1. Stafchef van de General der Pioniere und Festungen
- 2. Chefgruppe:
  - IIa: Pioniere (pioniers)
  - IIb: Festungspionierkorps (vestngpionierkorps)
  - IIc: Bautruppen zgl. Adjutant des GendPiuFest (bouwtroepen en adjudant)
  - Unterstab und Registratur (onderstaf en registratie)
- 3. Abteilung Pioniere:
  - I: Einsatz (inzet)
  - II: Organisation und Straßenbau (organisatie en wegenbouw)
  - III: Gerät (materieel)
  - IV: Ausbildung (opleiding)
- 4. Abteilung Landesbefestigung:
  - L I: Grundlegende Fragen (algemene zaken)
  - L II: Osten und Südosten (oosten en zuidoosten)
  - L II: Norwegen und Dänemark (Noorwegen en Denemarken)
  - L II: Westen (westen)
  - L III: Technik (techniek)
  - L IV: Nachschub (logistiek)
  - Stabsoffizier der Artillerie (stafofficier der artillerie)
  - Beauftragte der Organisation Todt (vertegenwoordiger der Organisatie Todt)

### Organisatie in 1945
- Chefgruppe
- Personalabteilung
- Abteilung Pioniere
- Abteilung Landesbefestigung
- Pionier-Ausbildungsabteilung
- OT-Verbindungsführer
- Inspektion der Pionier
- Inspektion der Festungen
- Inspektion der Bau-Pioniere
- General z.b.V.

## Landungspioniere
In februari 1945 werd in Berlijn de functie van Höherer Landungspionierführer opgericht. De Höherer Landungspionierführer, Carl, Henke, was belast met het commando over alle Sturmbooteinheiten, de technische landingstroepen, en was ondergeschikt aan de General der Pioniere und Festungen. De 15.000 Landungspioniere waren betrokken bij de evacuatie van honderdduizenden burgers en soldaten uit Koerland, het Memelland, Oost-Pruisen, Danzig, West-Pruisen en Pommeren en hielden zich hoofdzakelijk bezig met de constructie van bruggen. Er werden aparte eilandtroepen (Duits: Pionier-Schären-Bataillone) opgericht.